# فرانك بي. جونسون
فرانك بي. جونسون (بالإنجليزية: Frank B. Johnson)‏ هو سياسي أمريكي، ولد في 13 نوفمبر 1894، وتوفي في 5 فبراير 1949. انتخب عضو مجلس نواب مينيسوتا.